# IC 234
IC 234 ist eine Balken-Spiralgalaxie mit hoher Sternentstehungsrate vom Hubble-Typ SBd im Sternbild Walfisch südlich der Ekliptik. Sie ist schätzungsweise 274 Millionen Lichtjahre von der Milchstraße entfernt und hat einen Durchmesser von etwa 50.000 Lj.

Im selben Himmelsareal befindet sich u. a. die Galaxie IC 236.
Das Objekt wurde am 9. November 1891 vom französischen Astronomen Stéphane Javelle entdeckt.